# Жанибек (Карагандинская область)
Жанибек (каз. Жәнібек) — село в Каркаралинском районе Карагандинской области Казахстана. Входит в состав Киргизского сельского округа. Код КАТО — 354869300.

## Население
В 1999 году население села составляло 165 человек (85 мужчин и 80 женщин). По данным переписи 2009 года, в селе проживало 96 человек (48 мужчин и 48 женщин).